# José Casado
José David Casado García (Almería, 14 gennaio 1988) è un ex calciatore spagnolo, di ruolo centrocampista.

## Carriera
Ha giocato nella massima serie dei campionati slovacco, rumeno e ceco.

## Statistiche

### Presenze e reti nei club
Statistiche aggiornate al 28 novembre 2021.
| Stagione                 | Squadra                  | Campionato               | Campionato | Campionato | Coppe nazionali | Coppe nazionali | Coppe nazionali | Coppe continentali | Coppe continentali | Coppe continentali | Altre coppe | Altre coppe | Altre coppe | Totale | Totale |
| Stagione                 | Squadra                  | Comp                     | Pres       | Reti       | Comp            | Pres            | Reti            | Comp               | Pres               | Reti               | Comp        | Pres        | Reti        | Pres   | Reti   |
| ------------------------ | ------------------------ | ------------------------ | ---------- | ---------- | --------------- | --------------- | --------------- | ------------------ | ------------------ | ------------------ | ----------- | ----------- | ----------- | ------ | ------ |
| 2007-gen. 2008           | Vícar Cultural           | TD                       | ?          | ?          |                 | -               | -               |                    | -                  | -                  |             | -           | -           | ?      | ?      |
| gen.-giu. 2008           | Lorca B                  | TD                       | ?          | ?          |                 | -               | -               |                    | -                  | -                  |             | -           | -           | ?      | ?      |
| 2011-2012                | Comarca de Níjar         | TD                       | ?          | ?          | CR              | 1               | 0               |                    | -                  | -                  |             | -           | -           | 1+     | 0+     |
| 2012-gen. 2013           | Huércal                  | TD                       | ?          | ?          |                 | -               | -               |                    | -                  | -                  |             | -           | -           | ?      | ?      |
| gen.-giu. 2013           | Kazincbarcika            | NB2                      | 14         | 4          | CU              | -               | -               |                    | -                  | -                  |             | -           | -           | 14     | 4      |
| 2013-gen. 2014           | Kazincbarcika            | NB3                      | ?          | ?          | CU              | 1               | 0               |                    | -                  | -                  |             | -           | -           | 1+     | 0+     |
| Totale Kazincbarcika     | Totale Kazincbarcika     | Totale Kazincbarcika     | 14+        | 4+         |                 | 1               | 0               |                    | -                  | -                  |             | -           | -           | 15+    | 4+     |
| gen.-giu. 2014           | Gabčíkovo                | 4L                       | ?          | ?          |                 | -               | -               |                    | -                  | -                  |             | -           | -           | ?      | ?      |
| 2014-2015                | Spartak Trnava           | SL                       | 29         | 1          | CS              | 2               | 0               | UEL                | 6                  | 0                  |             | -           | -           | 37     | 1      |
| 2015-gen. 2016           | Spartak Trnava           | SL                       | 16         | 1          | CS              | 1               | 0               | UEL                | 6                  | 0                  |             | -           | -           | 23     | 1      |
| Totale Spartak Trnava    | Totale Spartak Trnava    | Totale Spartak Trnava    | 45         | 2          |                 | 3               | 0               |                    | 12                 | 0                  |             | -           | -           | 70     | 2      |
| gen.-giu. 2016           | Botoșani                 | L1                       | 9          | 0          | CR              | -               | -               |                    | -                  | -                  |             | -           | -           | 9      | 0      |
| 2016-gen. 2017           | Příbram                  | 1L                       | 2          | 0          | CS              | 0               | 0               |                    | -                  | -                  |             | -           | -           | 2      | 0      |
| gen.-giu. 2017           | Español Karlsruhe        | KK                       | ?          | ?          |                 | -               | -               |                    | -                  | -                  |             | -           | -           | ?      | ?      |
| 2017-2018                | Español Karlsruhe        | KK                       | ?          | ?          |                 | -               | -               |                    | -                  | -                  |             | -           | -           | ?      | ?      |
| Totale Español Karlsruhe | Totale Español Karlsruhe | Totale Español Karlsruhe | ?          | ?          |                 | -               | -               |                    | -                  | -                  |             | -           | -           | ?      | ?      |
| 2018-gen. 2019           | ViOn Z.M.                | SL                       | 15         | 1          | CS              | 4               | 2               |                    | -                  | -                  |             | -           | -           | 19     | 3      |
| gen.-giu. 2019           | Zemplín Michalovce       | SL                       | 11         | 1          | CS              | 3               | 0               |                    | -                  | -                  |             | -           | -           | 14     | 1      |
| 2019-2020                | Peña Deportiva           | SDB                      | 5          | 0          | CR              | 0               | 0               |                    | -                  | -                  |             | -           | -           | 5      | 0      |
| 2020-2021                | ACS Poli Timișoara       | L2                       | 19         | 1          | CR              | 2               | 0               |                    | -                  | -                  |             | -           | -           | 21     | 1      |
| 2021-2022                | Zemplín Michalovce       | SL                       | 4          | 0          | CS              | 0               | 0               |                    | -                  | -                  |             | -           | -           | 4      | 0      |
| Totale carriera          | Totale carriera          | Totale carriera          | 124+       | 9+         |                 | 14              | 2               |                    | 12                 | 0                  |             | -           | -           | 150+   | 11+    |